# Пристман, Брайан
Брайан Пристман (англ. Brian Priestman, 10 февраля 1927, Бирмингем, Великобритания — 18 апреля 2014, Брос, Франция) — британский дирижёр и музыкальный педагог.

## Биография
В 1950 г. окончил Бирмингемский университет, в 1952 г. — Королевскую консерваторию в Брюсселе.
Работал в Бирмингеме и в Королевском театре Шекспира в Стретфорд-апон-Эйвон в качестве художественного руководителя. С 1964 г. переехал в США:
- 1964—1968 гг. — музыкальный директор Симфонического оркестра Эдмонтона,
- 1966—1970 гг. — музыкальный директор Общества Генделя в Нью-Йорке,
- 1968—1969 гг. — дирижёр-резидент Симфонического оркестра Балтимора,
- 1970—1978 гг. — музыкальный директор Симфонического оркестра Денвера,
- 1973—1976 гг. — главный дирижёр Новозеландского Национального оркестра в Веллингтоне,
- 1977—1980 гг. — музыкальный директор Филармонического оркестра Флориды.
- 1980—1986 гг. — музыкальный директор канадского Национального молодёжного оркестра, главный дирижёр Кейптаунского симфонического оркестра,
- 1988—1990 гг. — профессор и руководитель музыкального факультета в Университете Кейптауна, декан музыкального факультета и директор южноафриканского музыкального колледжа, главный приглашенный дирижёр симфонического оркестра Мальмё (Швеция).

С 1992 г. — директор симфонического оркестра Канзасского университета. Его заключительное выступление в качестве дирижёра состоялось в Эдмонтоне в октябре 2003 г.
Также работал с различными ансамблями в Австралии, Гонконге, Новой Зеландии и Южной Африке, выступал с известными британскими оркестрами и дирижировал более чем 300 концертами для BBC; записывался для рекорд-компаний RCA и Westminster Records (для Westminster Records он впервые дирижировал полностью всеми операми Генделя).